# 7862 Keikonakamura
A 7862 Keikonakamura (ideiglenes jelöléssel 1981 EE28) a Naprendszer kisbolygóövében található aszteroida. Schelte J. Bus fedezte fel 1981. március 2-án.